# Flying Clipper
Le Flying Clipper est le troisième plus grand voilier au monde (après Club Med 1 devenu Wind Surf et Club Med 2). Ce cinq-mâts barque, réplique du France II, fut commandé pour être le 4e navire de la société Star Clippers Ltd. mais à la suite d'un litige entre le constructeur et l’armateur, le bateau n’est à ce jour (début 2020) toujours pas vendu à son commanditaire ni exploité.

## Historique
La construction de ce cinq-mâts a commencé en 2015 au chantier naval Brodosplit Shipyard de Split en Croatie. Il s'agit d'un cinq-mâts barque : quatre mâts à voiles carrées et le mât arrière (artimon) à voiles auriques. Il est la réplique de l'ancien clipper de la marine marchande française le France II mis en service en 1911.
La compagnie de croisière Star Clippers Ltd. de Mikael Krafft (de), possède déjà les trois grandes unités : les quatre-mâts-goélettes Star Clipper (1991), Star Flyer (1992) et le cinq-mâts barque Royal Clipper (2000) ; la mise en service du Flying Clipper était prévu fin 2017,, mais aura lieu fin 2019. Un litige opposant le constructeur et l'armateur a rallongé les délais : des exigences supplémentaires de l'armateur dans la conception du navire ayant organisé un surcoût substantiel portant à 100 millions de $ le cout. Les chantiers Brodosplit Shipyard ont finalement trouvé un nouvel acquéreur mais la justice croate a bloqué la transaction à cause de l'arbitrage du litige toujours en cours. Le navire devait être mis en service pour des croisières  en mer Méditerranée l'été et rejoindre les Caraïbes pour la saison d'hiver,. À la suite de l'affaire judiciaire, le navire n'a pas été livré au client Star Clippers Ltd., il appartient à son lancement au chantier qui pourra soit le vendre soit le louer.

## Caractéristiques techniques
Ce bateau de croisière peut accueillir 300 passagers dans 150 cabines avec un équipage de 140 membres.
Il possède 35 voiles totalisant une surface de 6 350 m2, atteint 162,22 m de long pour une largeur de 18,5 m, ce qui en fait l'un des plus grands voiliers du monde (le troisième derrière le Club Med 2 et le Wind Surf).